# 1 Волка
1 Волка (лат. 1 Lupi), i Волка (лат. i Lupi), HD 135153 — двойная звезда в созвездии Волка на расстоянии (вычисленном из значения параллакса) приблизительно 1 806 световых лет (около 554 парсеков) от Солнца. Видимая звёздная величина звезды — +4,918m. Возраст звезды определён как около 47,1 млн лет.

## Характеристики
Первый компонент — жёлто-белая звезда спектрального класса F3III, или F1II, или F0I, или F0Ib-II, или F0. Масса — около 6,352 солнечных, радиус — около 41,32 солнечных, светимость — около 2788,623 солнечных. Эффективная температура — около 6525 K.
Второй компонент — красный карлик спектрального класса M. Масса — около 257,99 юпитерианских (0,2463 солнечной). Удалён на 2,77 а.е..